# قائمة مواقع تصوير مسلسل صراع العروش في المغرب
صُوِّرَ مسلسل صراع العروش في العديد من البلدان، أهمها المغرب، في عدة مواقع في كمدينة ورزازات وقصبة آيت بن حدو الذي يقع على بعد 100 كيلومتر جنوب غرب مراكش وإفران ومدينة الصويرة، تم تصوير معظم مشاهد دنيرس تارجارين بالمغرب، ومعظم مشاهد الموسمين الأول والثالث.

## قائمة مواقع التصوير
| صورة | اسم المكان في المغرب | اسم المكان في المسلسل | تفاصيل                                                          |
| ---- | -------------------- | --------------------- | --------------------------------------------------------------- |
|      | ورززات               | بينتوس                | بينتوس التي حررت دينيريس تارغاريان أهلها من السادة،             |
|      | قصبة آيت بن حدو      | مدينة يونكاي          | مدينة يونكاي أخذت منها دنيرس تارجارين جيش الأحرار وصلبت أسيادها |
|      | الصويرة              | مدينة أستابور         | مدينة أستابور هي أول مدينة أسقطتها دينيرس في خليج العبيد،       |
|      | إفران                | جزء من وينترفيل       | هي المدينة التي وصِل اليها (جون سنو) و (دنيرس) مع جيشها          |